# Tipula crossospila
Tipula crossospila är en tvåvingeart som beskrevs av Alexander 1929. Tipula crossospila ingår i släktet Tipula och familjen storharkrankar. Inga underarter finns listade i Catalogue of Life.